# Reiner Protsch
Reiner Rudolf Robert Protsch (* 14. Januar 1939 in Berlin) ist ein ehemaliger deutscher Anthropologe. Er war seit 1973 als Professor am Institut der Anthropologie und Humangenetik für Biologen an der Johann Wolfgang Goethe-Universität Frankfurt am Main tätig, bevor er nach Unterschlagungs- und Betrugsvorwürfen im April 2004 zunächst vom Dienst suspendiert wurde und im Februar 2005 aus der Universität ausscheiden musste. 2009 wurde er aufgrund mehrerer Straftaten zu einer Freiheitsstrafe auf Bewährung verurteilt. Mit gefälschten Datierungen von Fossilien und archäologischen Knochenfunden hatte er einen der größten Wissenschaftsskandale in Deutschland ausgelöst.

## Biografie
Reiner Protsch kam nach dem Zweiten Weltkrieg mit seinen Eltern von Berlin nach Heidelberg. Er leistete seinen Wehrdienst bei der Luftwaffe ab und ging anschließend in die USA, wo er zunächst eine militärische Karriere anstrebte. Nach Aussage seines Bruders wurde Protsch aber unehrenhaft entlassen. Er begann dann an der University of California, Los Angeles ein Studium der Anthropologie. Dabei lernte er den Nobelpreisträger Willard Libby kennen, was für Protschs akademische Karriere sehr förderlich war und ihm eine Berufung an die Universität Frankfurt einbrachte.
Als Professor für Anthropologie besaß Protsch aufgrund seiner Ausbildung in den USA nach außen hin zunächst einen guten Ruf als Paläoanthropologe und publizierte zahlreiche sensationelle Datierungen von Knochenfunden, beispielsweise vermeintlicher Neandertalerschädel, die er in die Altsteinzeit datierte, angeblich mittels eigener Analysen (Radiokarbonmethode). In der anthropologischen und archäologischen Fachliteratur wurde seine Arbeit von einigen Autoren jedoch von Beginn an scharf und beständig als fehlerhaft und unglaubwürdig kritisiert.
Gegen Protsch wurden durch den Medizinhistoriker der Universität Mainz und Frankfurter Orthopäden Klaus-Dieter Thomann auch Vorwürfe erhoben, im Jahr 2001 Akten der nationalsozialistischen Rassenhygieneforschung von Otmar von Verschuer und Josef Mengele, die seit 1935 am damaligen Institut für Erbbiologie und Rassenhygiene wirkten, vernichtet und deren Existenz zuvor bestritten zu haben. Teile dieses Aktenbestands wurden jedoch im Jahr 2004 außerhalb seines Instituts wieder aufgefunden.

## Name
Protsch, der 1991 seinen Namen offiziell in Protsch von Zieten änderte, behauptet, vom Reitergeneral Hans Joachim von Zieten abzustammen. Dies wird nicht nur von der eigenen Familie bestritten und ist nach Angaben seines älteren Bruders, Dieter Protsch, als frei erfunden anzusehen. Als Autor wurde Protsch dennoch als „R. Graf Protsch von Zieten“ gelistet.

## Universitätskarriere
Protsch wurde 1973 auf den C4-Lehrstuhl für Anthropologie in Frankfurt am Main berufen, obwohl er kein Abitur hatte und nicht habilitiert war. Eigenen Angaben zufolge hatte Protsch zahlreiche akademische Grade erworben, darunter 1973 einen Ph.D. von der University of California, Los Angeles (UCLA; Titel der Arbeit: The dating of Upper Pleistocene sub-Saharan fossil hominids and their place in human evolution: with morphological and archaeological implications). Im gleichen Jahr war er eigenen Angaben zufolge aufgrund seiner bis dahin verfassten Publikationen angeblich kumulativ habilitiert worden. Externe Gutachten, die im Kontext des Berufungsverfahrens auf verdächtige Ungereimtheiten im Lebenslauf hinwiesen, wurden ignoriert.
Bei Reiner Protsch hat unter anderem Axel von Berg promoviert.

## Chronik des Wissenschaftsskandals (in Auswahl)
- 1973: „Schon bei der Berufung von Prof. Protsch haben die Mechanismen der universitären Selbstkontrolle offenbar versagt; denn zwei Gutachter hatten damals vor der Berufung des fachlich unausgewiesenen Kandidaten mit klaren Worten gewarnt. Offensichtliche Ungereimtheiten in den Bewerbungsunterlagen wurden ignoriert.“[12]
- 1984: Ein amerikanischer Fachkollege weist Protsch in einer Veröffentlichung detailliert nach, dass dieser unter anderem unglaubwürdige Daten zum Fossil Eyasi 1 publizierte und Forschungsergebnisse anderer Wissenschaftler in eigenen Veröffentlichungen verwendete, ohne deren Herkunft anzugeben.[13] Der Universitätsleitung werden diese Plagiatsvorwürfe bekannt. „In der Folgezeit haben dann falsch verstandene Solidarität im Fachbereich, Selbstbeschränkung der Rechtsabteilung auf das ‚juristisch‘ Fassbare sowie eine damals noch nicht ausgebildete Sensibilität für die Relevanz der Beachtung von Regeln „guter wissenschaftlicher Praxis“ dazu geführt, dass dem jedenfalls seit 1984 bekannt gewordenen massiven Fehlverhalten von Seiten der Universitätsleitung nicht energisch und nicht mit aller Konsequenz nachgegangen wurde.“[12] Erst 1998 macht sich die Universität Frankfurt die von der Hochschulrektorenkonferenz im gleichen Jahr verabschiedeten Grundsätze „Zum Umgang mit wissenschaftlichem Fehlverhalten in den Hochschulen“ zu eigen, am 22. Oktober 2003 beschließt sie zusätzlich eigene „Grundsätze der Johann Wolfgang Goethe-Universität zur Sicherung guter wissenschaftlicher Praxis“.[14]
- 2001: Der damalige Greifswalder Privatdozent Thomas Terberger und ein Kollege, Martin Street, wundern sich über die Häufung sensationell alter Schädelfunde des anatomisch modernen Menschen, die immer wieder mit dem Namen Protsch in Verbindung stehen. Sie lassen Fundstücke von einem Labor in Oxford mit der 14C-Methode erneut datieren. Als Ergebnis wird festgestellt, dass verschiedene Schädelfunde aus der menschlichen Vorgeschichte um Zehntausende von Jahren vordatiert waren. Darunter auch der Schädel von Hahnöfersand, den Protsch um 36.000 B.P. datierte, wohingegen die Oxforder Datierungen bei 7470 ± 100 B.P. und 7500 ± 55 B.P. lagen.[15][16] Andere frühgeschichtliche Fundstücke (wie die „Dame von Kelsterbach“ – Protsch datierte sie auf ein Alter von 31.200 Jahren) sind aus dem Institutssafe verschwunden und stehen für eine Nachmessung nicht mehr zur Verfügung. Die Binshof-Speyer Woman erwies sich als 3090 ± 45 Jahre statt 21.300 ± 320 Jahre alt.[17]
- 16. Januar 2004: Nachdem die Universität Frankfurt erfahren hat, „dass Protsch eine einzigartige Schimpansenschädelsammlung des Instituts für Anthropologie im Ausland zum Verkauf anbietet“, wird der Ombudsmann der Universität über diesen Vorgang informiert, ferner kommen staatsanwaltschaftliche Ermittlungen in Gang.[18]
- März 2004: Nach Untersuchungen der Vorwürfe durch die Rechtsabteilung der Universität wird Strafanzeige gegen Protsch erstattet, zugleich erteilt ihm der Präsident der Universität Hausverbot und untersagt ihm die Führung der Geschäfte bis zur Einleitung des förmlichen Disziplinarverfahrens.[18]
- April 2004: Die Universität leitet ein förmliches Disziplinarverfahren gegen Protsch ein; gleichzeitig wird er einstweilig vom Dienst enthoben und es werden ihm die Dienstbezüge gekürzt.[18]
- August 2004: Ein Artikel im Nachrichtenmagazin Der Spiegel[19] macht die Unterschlagungsvorwürfe und die wiederholten Fehldatierungen einer breiten Öffentlichkeit bekannt. Die Universität Frankfurt reagiert mit der Einberufung einer Kommission zum Umgang mit wissenschaftlichem Fehlverhalten zur Beurteilung des Falles Protsch.[18]
- 10. Januar 2005: In ihrem Abschlussbericht erhebt die Kommission schwere Vorwürfe. Er hat nach Auffassung der Kommission „das Amt eines Universitätsprofessors in hohem Maße missbraucht“ und sich dadurch „fachlich wie durch seine Amtsführung hierfür disqualifiziert“.[20] Er habe Auftraggeber von Schädeldatierungen „getäuscht, das geistige Eigentum anderer missbraucht bzw. plagiiert, seine Regelverletzungen systematisch verschleiert und sich Gegenstände im Eigentum Anderer rechtswidrig angeeignet oder über deren Herkunft getäuscht“.[20]
  - Die Kommission äußerte sich davon „überzeugt, dass die vor 1982 und nach 1985 von Prof. Protsch ausgesprochenen Datierungen mit hoher Wahrscheinlichkeit Fälschungen sind“, kombinierte Datierungsnummern (FRA-UCLA) „wurden offenbar erfunden.“[12] Zwischen 1982 und 1985 war bei ihm ein promovierter Physiker als Assistent beschäftigt, der die Messapparate bedienen konnte. „Unzweifelhaft gefälscht“ wurden nach Überzeugung der Kommission „die Datierungen der Funde von Mainz-Gonsenheim (1984) und von Bassenheim-Schweinskopf (2002). Daneben gab es […] eine nicht mehr feststellbare Zahl weiterer derartiger Datierungen“.[12]
  - Nach Erkenntnissen der Kommission hat Protsch Gegenstände aus dem Nachlass seines Vorgängers Hans Fleischhacker „eigenhändig mit dem Schriftzug 'Franz Weidenreich', eines NS-Opfers, versehen, um die Stücke für eine Ausstellung des Jüdischen Museums (Berlin) interessant zu machen. Tatsächlich wurden sie dort auch ausgestellt.“[12]
  - Bestätigt wurden im Kern auch die Vorwürfe von Klaus-Dieter Thomann: „Bedenkenlos wurden Glasplattenbilder, Patientenakten und Vaterschaftsgutachten (aus der NS-Zeit und aus der Nachkriegszeit) vernichtet, ohne dass zuvor eine sachkundige Prüfung stattgefunden hätte. Auch wenn ein Teil des vermissten Materials wieder aufgetaucht ist, liegt in der Anordnung der Vernichtung ein gravierendes wissenschaftliches Fehlverhalten.“[12]
  - Als Totalfälschung gilt auch seine zweite, in Wien akzeptierte Doktorarbeit, die sich auf einen von Protsch angeblich in der Schweiz (Egerkingen) aufgefundenen fossilen Affenschädel stützte, den er aber in Frankreich erworben zu haben schien; dessen „Fundzuordnung“ stützte sich im Wesentlichen „auf die gefälschte Signatur“ des Fossils.[12]
  - Schließlich hat Protsch „nach Überzeugung der Kommission mehrfach von den Fundstücken, die ihm von anderen Instituten überlassen worden waren, mehr Abgüsse machen lassen als verabredet war, diese Abgüsse verkauft“ und die Leihgaben nicht mehr an die Eigentümer zurückgegeben – darunter zeitweise auch das Original des Unterkiefers von Mauer – was „mehrfach zu Streitigkeiten bis hin zu diplomatischen Interventionen“ führte.[12]
- 17. Februar 2005: Das Präsidium der Universität Frankfurt teilt mit, dass „Prof. Protsch auf seinen eigenen Antrag vom Hessischen Ministerium für Wissenschaft und Kunst in den Ruhestand versetzt worden ist.“ Dennoch werde das Disziplinarverfahren „weiter betrieben. Als Ergebnis kommt die teilweise oder vollständige Aberkennung des Ruhegehalts in Betracht.“[21]
- Im April 2005 endete die Geschichte des Frankfurter Instituts für Anthropologie und Humangenetik für Biologen: Das Institut wurde geschlossen.[22]
- Das Landgericht Frankfurt am Main verurteilte ihn nach seinem Geständnis 2009 zu einer Bewährungsstrafe.[23]

## Gerichtsverfahren gegen Protsch
Am 22. Juli 2006 berichtete die FAZ unter Berufung auf die Frankfurter Staatsanwaltschaft, Protsch werde wegen Urkundenfälschung, Untreue, Unterschlagung, versuchten Betrugs und Verstößen gegen den Artenschutz angeklagt. Protsch habe sich beispielsweise im Jahr 2001 von der Frankfurter Universität eine Spendenquittung über 300.000 Mark für eine Fossilien-Sammlung ausstellen lassen, die angeblich aus seinem eigenen Besitz stammte, tatsächlich aber einem Hamburger Paläontologen gehörte, der die Sammlung der Universität Frankfurt als Dauerleihgabe zur Verfügung gestellt hatte. In diesem Zusammenhang habe Protsch auch gefälschte Expertisen eingereicht. Protsch habe ferner aus wertvollen Büchern der Universitätsbibliothek deren Eigentumsnachweise entfernt und seinen eigenen Stempel hineingesetzt.
Als Urkundenfälschung bewertet wurde von der Staatsanwaltschaft auch, dass Protsch die Registriernummern auf Schimpansenschädeln ausfräsen und die dazugehörigen Karteikarten von zwei wissenschaftlichen Mitarbeitern durch sein eigenes Signum „RPvZ“ ersetzen ließ. Die Schädel gehören zur einzigartigen sogenannten PAN-Sammlung von 278 in Afrika zusammengetragenen Exemplaren, die bereits in den 1950er- und 60er-Jahren für das Frankfurter Institut erworben worden waren. Protsch habe diese Sammlung als sein Eigentum ausgegeben und im Jahr 2002 unter Vorlage gefälschter Kaufbescheinigungen für 70.000 Dollar einem US-Kollegen angeboten. Dieser versuchte Verkauf, der nach dem deutschen Artenschutzgesetz genehmigungspflichtig gewesen wäre, hatte seinerzeit erste Nachforschungen gegen Protsch zur Folge.
Am 17. Juni 2009 wurde gegen Protsch vor dem Frankfurter Landgericht der Prozess unter anderem wegen Urkundenfälschung, Unterschlagung, versuchten Betrugs, Untreue und eines Verstoßes gegen das Bundesnaturschutzgesetz eröffnet. Insgesamt wurden Protsch 17 Straftaten zur Last gelegt. Aufgrund einer Absprache mit dem Gericht, das ihm zusicherte, ihn im Falle eines Geständnisses nur zu einer Freiheitsstrafe auf Bewährung zu verurteilen, räumte Protsch über einen seiner drei Verteidiger alle Punkte der Anklage ein.
Die FAZ schrieb, die strafrechtlich relevanten Vorwürfe der Staatsanwaltschaft „verstärken das Bild eines zutiefst unehrlichen Menschen“. Der Vorsitzende Richter sprach in der Urteilsbegründung von einer „narzisstischen Persönlichkeit“, der psychiatrische Sachverständige Norbert Leygraf zuvor von einer „deutlich narzisstisch-histrionische[n] Persönlichkeitsakzentuierung“, deren Ursprung er in der schwierigen Kindheit des Angeklagten begründet sah, schloss aber eine Störung im Sinne einer Schuldminderung aus.
- Das Landgericht Frankfurt am Main verurteilte Protsch am 19. Juni 2009 zu eineinhalb Jahren Bewährungsstrafe.[28][8]
- Die Universität Frankfurt am Main teilt im November 2024 mit: „Herr Protsch wurde am 19. 6. 2009 vom Landgericht Frankfurt zu einer Gesamtfreiheitsstrafe von einem Jahr und sechs Monaten auf Bewährung verurteilt. Aufgrund der Verurteilung zu einer Freiheitsstrafe von mehr als einem Jahr hat Herr Protsch gem. § 21 Nr. 4 BeamtStG i.V.m. § 59 BeamtVG seine Rechte als Ruhestandsbeamter, inkl. die Pensionsansprüche, kraft Gesetzes verloren. Das Disziplinarverfahren war damit auch entsprechend gemäß § 36 Abs. 2 Nr. 3 HDG einzustellen.“[29]

## Schriften (Auswahl)
- mit Rainer Berger: Earliest Radiocarbon Dates for Domesticated Animals. In: Science. Band 179, Nr.  4070, 1973, S. 235–239, doi:10.1126/science.179.4070.235.
- mit Jeffrey L. Bada, Roy A. Schroeder: The Racemization Reaction of Isoleucine used as a Palaeotemperature Indicator. In: Nature. Band 241, 1973, S. 394–395, doi:10.1038/241394a0.
- mit Jeffrey L. Bada: Racemization Reaction of Aspartic Acid and Its Use in Dating Fossil Bones. In: PNAS, Band 70, Nr. 5, 1973, S. 1331–1334, doi:10.1073/pnas.70.5.1331.
- mit Jeffrey L. Bada, Roy A. Schroeder, Rainer Berger: Concordance of Collagen-Based Radiocarbon and Aspartic-Acid Racemization Ages. In: PNAS. Band 71, Nr. 3, 1974, S. 914–917, doi:10.1073/pnas.71.3.914.
- The absolute dating of Upper Pleistocene sub-Saharan fossil Hominids and their place in human evolution. In: Journal of Human Evolution. Band 4, Nr. 4, 1975, S. 297–322, doi:10.1016/0047-2484(75)90069-X.
- Catalog of fossil hominids of North America. Gustav Fischer, New York / Stuttgart 1978, ISBN 3-437-10554-X.
- The palaeoanthropological finds of the pliocene and pleistocene. Band 3 von: Die archäologischen und anthropologischen Ergebnisse der Kohl-Larsen-Expeditionen in Nord-Tanzania 1933–1939. Archaeologica Venatoria, Tübingen 1981, ISBN 3-921618-11-8.

## Literarische Verarbeitung
Der Roman Schädelfall – Ein Frankfurter Universitätsskandal erschien 2018 und widmete sich den Ereignissen kurz vor der Suspendierung von Protsch, dessen Fall die Grundlage für den Roman bildet. Der Autor „Davidson Black“ hält seine Identität geheim (Der Name ist ein Pseudonym nach dem kanadischen Anthropologen Davidson Black, 1884–1934). Das Buch wurde von Verlagsseite als „Mischung aus Enthüllungs- und Wissenschaftsroman“ bezeichnet und enthält viele bisher noch nicht bekannt gewordene Hintergrundinformationen. Es wird deshalb allgemein angenommen, dass es sich eigentlich nicht um einen Roman handelt, sondern um einen Bericht eines Insiders, der nur die Namen der handelnden Personen ausgewechselt hat.

## Belege
1. ↑  Heinrich Zankl: Unterschlagene Schädel – Anthropologe mit krimineller Energie. In: Wissenschaft im Kreuzverhör. Wissenschaftliche Buchgesellschaft, Darmstadt 2012, S. 67–73. ISBN 978-3-534-23771-5
2. ↑  Ben-Yehuda, Nachman; Oliver-Lumerman, Amalya: Fraud and Misconduct in Research: Detection, Investigation, and Organizational Response. University of Michigan Press, Ann Arbor 2017, S. 16. ISBN 978-0-472-13055-9.
3. ↑  Sándor Bökönyi, Robert J. Braidwood und Charles A. Reed: Earliest Animal Domestication Dated? In: Science. Band 182, Nr. 4117, 1973, S. 1161, doi:10.1126/science.182.4117.1161, Volltext.
4. ↑  Friedrich B. Naber: Das Ende des Ofnet-Problems? In: Quartär. Band 25, 1974, S. 73–84., Volltext.
5. ↑  Fall Protsch: Verbleib von NS-Dokumenten geklärt. Taskforce des Präsidenten legt Bericht vor. (PDF; 1,9 MB) (Memento vom 17. März 2007 im Internet Archive) Im Original publiziert in: Uni-Report, Universität Frankfurt am Main, 17. November 2004, S. 1–2.
6. ↑  Dieter H. B. Protsch: Be All You Can Be. From a Hitler Youth in WWII to a US Army Green Beret. An Immigrant's Memoirs. Trafford, 2004, ISBN 1-4120-3674-7.
7. ↑  Dieter Leopold, Bernd Brinkmann: Identifikation unbekannter Toter – Interdisziplinäre Methodik, forensische Osteologie. Hrsg.: Steffen Berg, Bernd Brinkmann. Schmidt-Römhild, 1998, ISBN 978-3-7950-0629-7.
8. 1 2 3  Der Professor, an dem nichts stimmt. Von Gisela Friedrichsen. Auf: spiegel.de vom 19. Juni 2009.
9. ↑  Universität Frankfurt am Main, Institut der Anthropologie und Humangenetik: Prof. Dr. Dr. Reiner Protsch von Zieten. (Memento vom 3. Februar 2004 im Internet Archive) Ehemalige Webseite, im Original publiziert auf bio.uni-frankfurt.de.
10. ↑  zitiert in Karl W. Butzer, Glynn Llywelyn Isaac (Hrsg.): After the Australopithecines. Mouton, The Hague 1975, S. 898 (books.google.de).
11. ↑  Karl W. Beinhauer, Günther A. Wagner (Hrsg.): Schichten von Mauer – 85 Jahre Homo erectus heidelbergensis. Edition Braus, Mannheim 1992, S. 192.
12. 1 2 3 4 5 6 7 8  Zusammenfassung des Berichts der Kommission zum Umgang mit wissenschaftlichem Fehlverhalten. Anhang zur Pressemitteilung der Universität Frankfurt Nr. 038 vom 17. Februar 2005
13. ↑  M.J. Mehlman: Archaic Homo sapiens at Lake Eyasi, Tanzania: Recent misrepresentations. In: Journal of Human Evolution. Band 13, Nr. 6, 1984, S. 487–501, doi:10.1016/S0047-2484(84)80003-2
14. ↑  Grundsätze der Johann Wolfgang Goethe-Universität zur Sicherung guter wissenschaftlicher Praxis. Auf: uni-frankfurt.de vom 18. Mai 2005, zuletzt abgerufen am 6. Juni 2022.
15. ↑  Günter Bräuer: Der Stirnbefund von Hahnöfersand – und einige Aspekte zur Neandertaler-Problematik. In: Hammaburg. Neue Folge 6 (1981–1983), 1984, ISSN 0173-0886, S. 15–28.
16. ↑  Thomas Terberger, Martin Street, Günter Bräuer: Der menschliche Schädelrest aus der Elbe bei Hahnöfersand und seine Bedeutung für die Steinzeit Norddeutschlands. In: Archäologisches Korrespondenzblatt. Band 31, Nr. 4, 2001, ISSN 0342-734X, S. 521–526.
17. ↑  Eintrag Binshof, Speyer in Bernard Wood (Hrsg.): Wiley-Blackwell Encyclopedia of Human Evolution. 2 Bände. Wiley-Blackwell, Chichester u. a. 2011, ISBN 978-1-4051-5510-6.
18. 1 2 3 4  Hintergrund: Die Chronologie des Falls Protsch. Pressemitteilung der Universität Frankfurt Nr. 039 vom 17. Februar 2005.
19. ↑  Mogelei im Knochenkeller. Von Matthias Schulz. In: Der Spiegel. Nr. 42/2004, zuletzt online abgerufen am 6. Juni 2022.
20. 1 2  Fall Protsch: Konsequenzen gefordert. Pressemitteilung der Universität Frankfurt Nr. 038 vom 17. Februar 2005.
21. ↑  Fall Protsch: Präsidium zieht Konsequenzen. Pressemitteilung der Universität Frankfurt Nr. 037 vom 17. Februar 2005.
22. ↑  Fälschungsskandal in Frankfurt. Von Gudula Geuther. Auf: deutschlandfunk.de vom 18. Februar 2005.
23. 1 2  Überführung eines Hochstaplers: Bewährung für Protsch von Zieten. (Memento vom 16. Januar 2015 im Internet Archive). Von Thomas Kirn. Im Original publiziert auf faz.net vom 20. Juni 2009.
24. ↑  Der Professor und die falschen Schädel. Reiner Protsch soll Goethe-Uni betrogen haben und steht ab heute vor Gericht. In: Frankfurter Neue Presse, 17. Juni 2009, Lokales.
25. ↑  Professor räumt Fälschungen ein. Auf: hr-online.de, 17. Juni 2009. (Link erloschen)
26. ↑  Prozess um Frankfurter Affensammlung: Der Knochenfälscher. Auf: fr.de von 17. Juni 2009.
27. ↑  Anklage gegen Anthropologen: Professor als Fälscher und Betrüger. (Memento vom 19. Mai 2015 im Internet Archive). Von Thomas Kirn. Im Original publiziert auf faz.net vom 21. Juli 2006.
28. 1 2  Schädelfälscher zu Bewährungsstrafe verurteilt. In: Spiegel Online. 19. Juni 2009 (spiegel.de).
29. ↑  jzenthoefer. (4. November 2024). Uni Frankfurt am Main informiert zum Fälscherfall Reiner Protsch (selbsternannt „von Zieten“). Archivalia. Abgerufen am 5. November 2024 von doi:10.58079/12lzs
30. ↑  Davidson Black: Schädelfall: ein Frankfurter Universitäts-Skandal. MainBook, Frankfurt am Main 2018, ISBN 978-3-947612-01-7.
31. ↑  Frankfurter Neue Presse: Wie aus einem Frankfurter Hochstapler eine Buchfigur wurde, 21. Juli 2018, abgerufen am 4. August 2022
32. ↑  Laborjournal: Falscher Fuffziger, Buchbesprechung vom 6. Dezember 2018.

| Personendaten    | Personendaten                                                                  |
| ---------------- | ------------------------------------------------------------------------------ |
| NAME             | Protsch, Reiner                                                                |
| ALTERNATIVNAMEN  | Protsch, Reiner Rudolf Robert (vollständiger Name); Protsch von Zieten, Reiner |
| KURZBESCHREIBUNG | deutscher Anthropologe                                                         |
| GEBURTSDATUM     | 14. Januar 1939                                                                |
| GEBURTSORT       | Berlin                                                                         |